# Joan Lorring
Joan Lorring, właśc. Mary Magdalene Ellis (ur. 17 kwietnia 1926 w Hongkongu, zm. 30 maja 2014 w Nowym Jorku) – amerykańska aktorka, nominowana do Oscara za rolę drugoplanową w filmie The Corn Is Green.

## Życiorys
Joan Lorring, aktorka pochodzenia angielsko-rosyjskiego urodziła się jako Mary Magdalene Ellis w Hongkongu w 1926 roku. Po wybuchu II wojny światowej z całą rodziną została zmuszona do opuszczenia kraju. Wkrótce przybywa do Stanów Zjednoczonych, gdzie 5 lat później debiutuje w filmie Pieśń o Rosji. Tego samego roku zagrała w nominowanym do Oscara filmie The Bridge of San Luis Rey. Rok później, w 1945 została nominowana do tej nagrody za rolę drugoplanową w filmie The Corn Is Green. Na wielkim ekranie zagrała po raz ostatni w dramacie kryminalnym The Midnight Man w roku 1974.

## Filmografia
Filmy fabularne
- Pieśń o Rosji (1944) – jako Sonia
- The Bridge of San Luis Rey (1944) – jako Pepita
- The Corn Is Green (1945) – jako Bessie Watty
- Three Strangers (1946) – jako Icey Crane
- The Verdict (1946) – jako Lottie Rawson
- The Other Love (1947) – jako Celestyne
- The Lost Moment (1947) – jako Amelia
- The Gangster (1947) – jako Dorothy
- Good Sam (1948) – jako Shirley Mae
- The Big Night (1951) – jako Marion Rostina
- Imbarco a mezzanotte (1952) – jako Angela
- The Midnight Man (1974) – jako Judy